# The War at Home
The War at Home is een sitcom, die op 11 september 2005 zijn première had bij de Amerikaanse zender Fox. Het programma is ook te zien in Engeland en Ierland (E4, Channel 4, RTE), Frankrijk (M6, Canal+), Bulgarije (Nova Television), Hongarije (HBO), Roemenië (Pro TV), Oostenrijk (ORF), de Filipijnen (JackTV) en Nieuw-Zeeland (TV2). In Nederland wordt de serie uitgezonden door SBS Broadcasting op Net5.
De serie lijkt op een andere serie van Fox waarin ook een slecht functionerende familie centraal staat: Married... with Children. In tegenstelling tot deze soap gaat The War at Home over (vooral in Amerika) controversiële onderwerpen zoals seks, drugs, racisme en homoseksualiteit. Sommigen zien de serie echter als een moderne versie van All in the Family.
Van de serie zijn twee seizoenen opgenomen en uitgezonden.

## Rolverdeling
- Michael Rapaport als Dave Gold
- Anita Barone als Vicky Gold
- Kyle Sullivan als Lawrence Allen "Larry" Gold
- Kaylee DeFer als Hillary Gold
- Dean Collins as Mike Gold

## Verhaal
The serie laat het leven zien van Dave en Vicky die samen met hun drie kinderen in Long Island, New York wonen. De joodse Dave werkt bij een verzekeringsmaatschappij. Omdat hij koppige, paranoïde, beschermende, hypocriete dweper is, heeft zijn familie (vooral Larry) grote moeite om met hem om te gaan. Het eind van de eerste serie laat zien dat Dave zo is omdat zijn vader hem altijd heeft gesard.
Daves vrouw Vicky is een aantrekkelijke katholieke binnenhuisarchitecte. Zij is degene die Daves slechte redenering en gedrag moet aanpakken, ondanks dat ze zichzelf ook van tijd tot tijd onfatsoenlijk gedraagt.
Samen hebben ze drie kinderen. De oudste is de 17 jaar oude Hillary, die vaak dingen doet die ze niet zou moeten doen en daarmee probeert weg te komen bij haar ouders. Hierom wordt ze vaak met wat achterdocht behandeld door Dave en Vicky. De 16 jaar oude Larry is een excentriek buitenbeentje. Zijn beste vriend is Kenny. In eerste instantie denkt Dave dat ze misschien homoseksueel zijn, maar later wordt onthuld aan het publiek dat, terwijl Larry hetero is, Kenny stiekem verliefd is op zijn beste vriend. Het jongste kind van Dave en Vicky, de 14 jaar oude, puberende Mike, krijgt in de serie te maken met zaken als masturbatie, daten en gokken.
Regelmatig wordt tijdens aflevering de vierde wand doorbroken door kleine scènes waarin de hoofdrolspelers hun oprechte kijk geven op de gebeurtenissen.

## Dvd's
Seizoenen
| Titel                                                    | Verschijningsdatum | Aantal afleveringen | Bijzonderheden |
| -------------------------------------------------------- | ------------------ | ------------------- | --- |
| The Complete First Season (Het Complete Eerste Seizoen)  | 15 mei 2007        | 22                  | Deze dvd-box met drie cd’s bevat alle 22 afleveringen van seizoen 1. Bonusmateriaal: “Living Room Confessions Featurette”, bloopers en nooit uitgezonden scènes. |
| The Complete Second Season (Het Complete Tweede Seizoen) | November 2007      | 22                  | Deze dvd-box met drie cd’s bevat alle 22 afleveringen van seizoen 2.                                                                                             |

## Afleveringen
Seizoen 1
- 1. “Pilot”
- 2. “I.M What I.M”
- 3. “High Crimes”
- 4. “Guess Who's Coming to the Barbecue”
- 5. “Like a Virgin”
- 6. “The Bigger They Come”
- 7. “Cheers”
- 8. “The Empire Spanks Back”
- 9. “Dave Get Your Gun”
- 10. “Breaking Up is Hard to Do”
- 11. “It's a Living (1)”
- 12. “Gimme a Break (2)”
- 13. “Three's Company”
- 14. “How Do You Spell Relief?”
- 15. “Looney Tunes”
- 16. “Oh Grow Up”
- 17. “The Seventeen-Year Itch”
- 18. “13 Going on $30,000”
- 19. “Snow Job”
- 20. “The West Palm Beach Story”
- 21. “The Runaways”
- 22. “Drive Me Crazy”

Seizoen 2
- 23. “Back to School”
- 24. “Dream Crusher”
- 25. “Super Dave”
- 26. “Car Wars”
- 27. “I Wash My Hands of You”
- 28. “Be Careful What You Ask For”
- 29. “Love This”
- 30. “Gaza Strip”
- 31. “Cork Screwed!”
- 32. “Love is Blind”
- 33. “Out & In”
- 34. “Put on a Happy Face”
- 35. “It's Not Easy Being Green”
- 36. “A Lower-Middle-Upper-Middle-Class Problem”
- 37. “Zero Tolerance”
- 38. “No Weddings and a Funeral”
- 39. “Kenny Doesn't Live Here Anymore”
- 40. “Take This Job and Bleep It”
- 41. “The White Shadow”
- 42. “The War of the Golds”
- 43. “A Bitter Pill to Swallow”
- 44. “The Graduation”